# Villa Pallavicini Gardino
Villa Pallavicini Gardino, nota anche come Palazzo Gardino, è una storica dimora nobiliare italiana, sita nel comune di Genova. Si trova nell’area di Sampierdarena, anticamente comune autonomo e luogo di villeggiatura per le famiglie benestanti e dal 1926 quartiere del capoluogo ligure.

## Storia

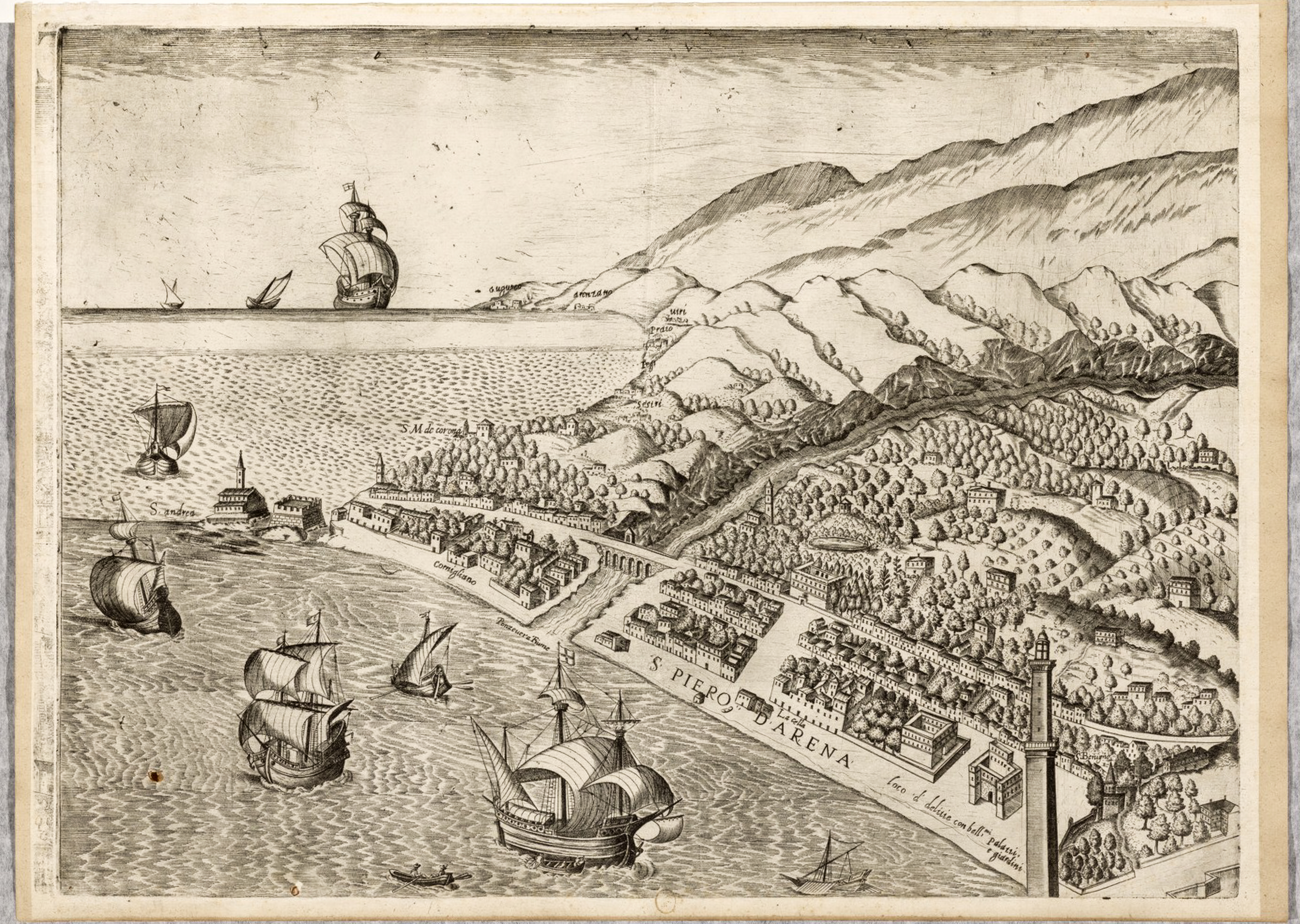
La zona di S. Pier D'Arena nella mappa del 1637 di Alessandro Baratta, l'area della villa è definita nella mappa come «loco di delizie con bellissimi palazzi e giardini»

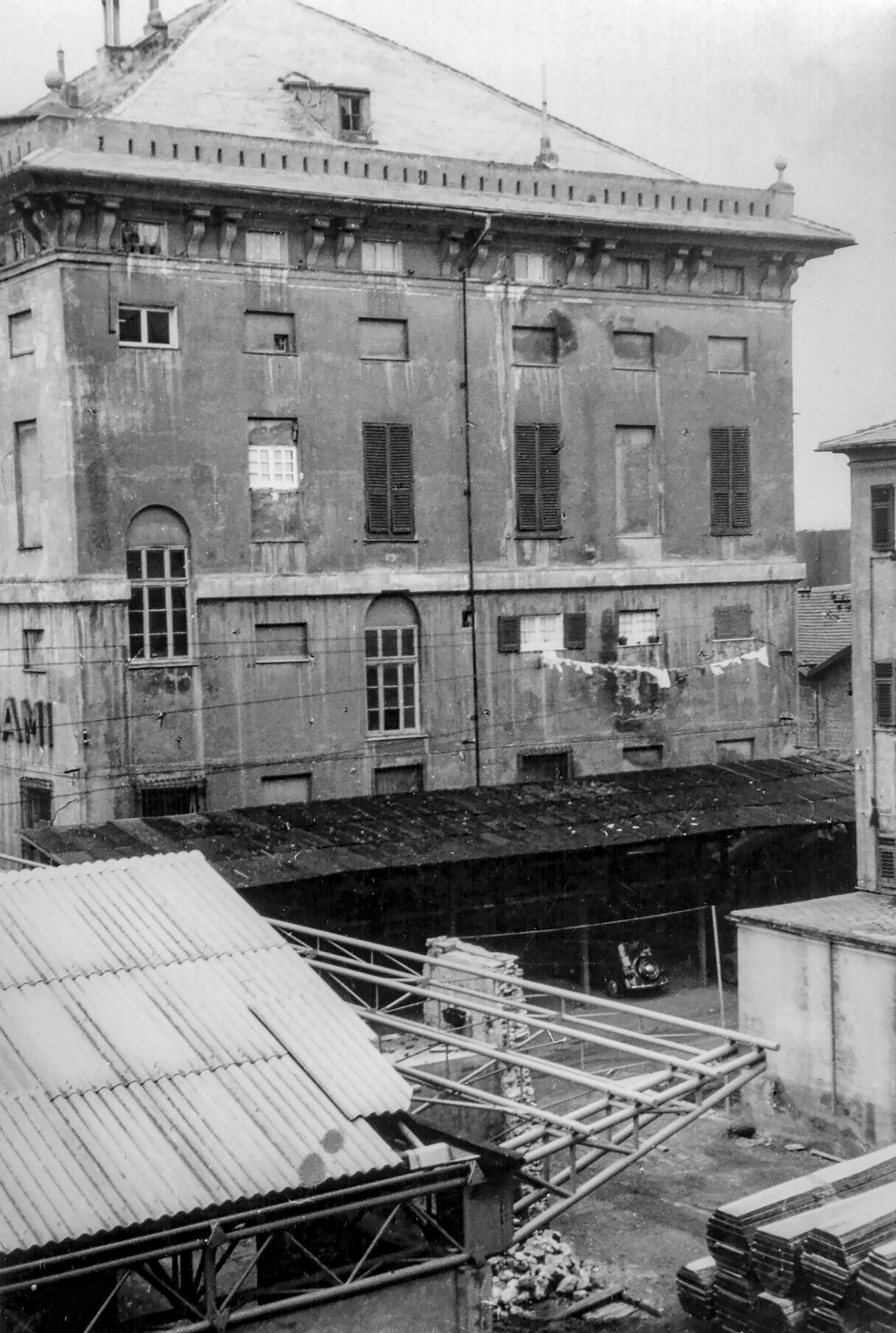
Una fotografia della villa negli anni Sessanta del Novecento

Collocata sull'immediato litorale del Mar Ligure, la villa venne edificata nel XVI secolo su commissione della famiglia Pallavicini, che in questa zona possedeva un nutrito gruppo di ville familiari, nei secoli successivi quasi tutte scomparse. Seppur non si conoscano la data esatta di costruzione né il progettista, è uno dei pochi esemplari di questo complesso di ville a essere sopravvissuto ai secoli, insieme alla Villa Pallavicino (in via Sampierdarena), restaurata nel 2021, e alla villa di costa di Belvedere (in salita Belvedere); mentre finirono distrutte o gradualmente inglobate nel tessuto cittadino quella di vico Cibeo, di via Dottesio e di salita San Barborino.
La villa, come uso in epoca rinascimentale, era dotata di un ampio giardino che si sviluppava verso l’entroterra, ancora ben visibile nelle mappe del cartografo Vinzoni di metà Settecento. Lo spazio si spingeva sino a via Dondero, sia con coltivazioni, sia come giardino all'italiana. Significativamente ridotto già nella prima metà dell'Ottocento per la costruzione della nuova ferrovia Genova-Ventimiglia, fu con l'edificazione della cosiddetta "nuova strada Reale da Genova a Torino" - poi via Buranello - che andò del tutto perduto.
Fino a quando San Pier D'Arena rimase comune autonomo e l'area non si era sviluppata industrialmente, il litorale sampierdarenese era comunemente utilizzato dalle famiglie benestanti come località di villeggiatura. Fu soprattutto dopo lo sbancamento del colle di San Benigno che cambiò radicalmente la topografia, rivoluzionata ulteriormente nel Novecento dallo sviluppo urbanistico industriale e civile, e dalla creazione del porto, che allontanò definitivamente l'edificio dalla linea di costa di varie centinaia di metri. La villa passò pertanto dal trovarsi sul lungomare, a pochi metri dalla spiaggia, a essere al centro di un'area direzionale, nel mezzo della viabilità autostradale del casello di Genova Ovest, della Sopraelevata Aldo Moro, della linea ferroviaria e successivamente anche di Lungomare Canepa, con l’accesso dei mezzi pesanti al porto merci. Nonostante ciò, pur cadendo in decadenza, nei decenni successivi non perse le sue caratteristiche architettoniche principali.
Nel 1946 fu acquistata dalla ditta di legnami Fratelli Gardino Spa, che già la occupavano dal 1920 e avevano realizzato sui terreni a monte un deposito di legnami, trasferito altrove nel 2002, quando i terreni vennero venduti per costruire il grattacielo e il centro direzionale di san Benigno. Fra il dopoguerra e la seconda metà del Novecento la villa ebbe funzioni diverse, commerciali e civili. Nel 1963, intanto, la soprintendenza per i beni archeologici della Liguria aveva sottoposto l’edificio a vincolo di tutela.
La villa fu oggetto di un restauro conservativo nel 1996 che ridisegnò gli spazi interni per destinarli ad appartamenti, ma non si trovò ugualmente una destinazione definitiva, e cadde nuovamente in disuso.
Nei primi anni 2000 la famiglia Gardino vendette la villa a una società immobiliare, ma nei successivi venticinque anni l'edificio finì nuovamente in sostanziale inutilizzo e degrado. Solo nel 2022 iniziò una completa opera di ristrutturazione degli esterni, terminata nel 2023, quando l'edificio venne posto in vendita per 2,3 milioni di euro, dopo essere stato periziato dieci anni prima, nel 2014, oltre tre milioni di euro. In ragione dell'importante impegno economico richiesto, il comune non manifestò interesse, pur esistendo un progetto di conversione a centro direzionale approvato dalla soprintendenza e un progetto di collocazione della villa all'interno del nuovo Parco della Lanterna.

## Descrizione
La villa presenta una struttura architettonica tipica dello stile monumentale di Galeazzo Alessi, molto popolare fra le famiglie nobili liguri fra il Cinquecento e il Settecento, con un impianto cubico regolare e un tetto a padiglione. Johann Christoph Volckamer nel 1708 nella propria mappa indica la villa come di proprietà dei Pallavicini, e riporta l'esistenza di una torre, che aveva probabilmente funzioni difensive, vista l'esposizione costiera e la frequente attività di pirati e predoni sulle coste liguri almeno sino al Seicento. Nel 1757 anche il cartografo Matteo Vinzoni riportava la presenza di una torre sul lato destro della villa, e attribuiva la villa ad Alessandro Pallavicino.
La facciata meridionale, rivolta verso al mare, era molto vicina alla costa e perciò edificata lievemente oltre la linea della spiaggia. Sulla facciata sono presenti sette ampie finestre simmetriche al sopra dell'ingresso, dov'è visibile lo stemma della famiglia, uno scudo con una barra in rilievo, a simboleggiare una corona, e altri cinque elementi, rigati, in rilievo, a contorno della forma dello scudo.
Il decreto di vincolo di tutela architettonica descrive la villa come una «importante opera di architettura gentilizia ligure del sec. XVI, con stemma marmoreo della famiglia Pallavicino e grande cornicione sorretto da mensole binate, scalone nobile in ardesia, con volte a botte profilate sulle rampe e a crociera sui pianerottoli».
Gli interni, come in altre ville nobiliari cinquecentesche, presentano un piano terreno con ammezzato, un piano nobile con ammezzato, e un locale sottotetto adibito a cucine, quest'ultimo elegantemente decorato e affrescato, mentre i certamente fastosi decori degli altri piani sono andati perduti nei vari rimaneggiamenti secolari. I piani sono fra loro collegati con un ampio scalone a tre rampe in ardesia.